# やまびこ大橋
やまびこ大橋（やまびこおおはし）とは、神奈川県愛甲郡清川村にある3径間連続PCラーメン橋である。神奈川県道64号伊勢原津久井線の途中にあり、宮ヶ瀬湖に架かっている。「宮ヶ瀬大橋」、「宮ヶ瀬やまびこ大橋」とも呼ばれている。かながわの橋100選に選ばれている。
現在は宮ヶ瀬湖に架かる橋であるが、宮ヶ瀬ダムができる前は中津川に架かる橋であった。

## 概要
- 種別 - プレストレストコンクリート道路橋
- 形式 - PC3径間連続ラーメン橋
- 橋長 - 245m
- 最大支間 - 150m
- 有効幅員 - 8.8m
- 設計荷重 - TL-20（昭和53年道示）
- 完成年度 -  1988年（昭和63年）
- 設計会社 - 新構造技術株式会社（1967～2012）
- 設計部署 - 土木設計部設計4課（岡戸、仲田、高橋、田中）